# Atoyac (kommun i Jalisco)
Atoyac är en kommun i Mexiko.   Den ligger i delstaten Jalisco, i den centrala delen av landet, 500 km väster om huvudstaden Mexico City. Antalet invånare är 8 276. Arean är 236 kvadratkilometer.
Terrängen i Atoyac är lite bergig.
Följande samhällen finns i Atoyac:
- Atoyac
- Poncitlán
- El Carrizal
- Tultitlán